# Impedanzanalysator
Ein Impedanzanalysator ist ein elektronisches Messinstrument, mit dem komplexe elektrische Impedanzen in Abhängigkeit von der Frequenz gemessen werden. Die Impedanz ist ein wesentlicher Parameter zur Charakterisierung von elektronischen Bauteilen, elektronischen Schaltungen und den Materialien zur Herstellung von Komponenten. Die Impedanzanalyse wird auch allgemein zur Charakterisierung von Materialien mit dielektrischem Verhalten, wie zum Beispiel biologischen Geweben, Lebensmitteln oder geologischen Proben, eingesetzt.
Impedanzanalysatoren gibt es in drei wesentlich unterschiedlichen Geräteausführungen. Mit diesen drei Ausführungen können Messungen vom Ultra-Niederfrequenz- bis in den Ultra-Hochfrequenzbereich durchgeführt werden und Impedanzen von Mikro- bis Teraohm bestimmt werden.

## Funktionsweise
Impedanzanalysatoren messen die komplexe elektrische Impedanz als Funktion der Frequenz. Dafür wird die phasenabhängige Messung von Strom und Spannung an einem Prüfling durchgeführt, während die Messfrequenz variiert wird. Die wichtigsten Spezifikationen eines Impedanzanalysators sind der Frequenzbereich, der Impedanzbereich, die absolute Impedanzgenauigkeit und die Phasenwinkelgenauigkeit. Weitere Spezifikationen beinhalten die Fähigkeit, während der Messung Spannungs- und Stromvorspannung anzulegen, und die Messgeschwindigkeit.

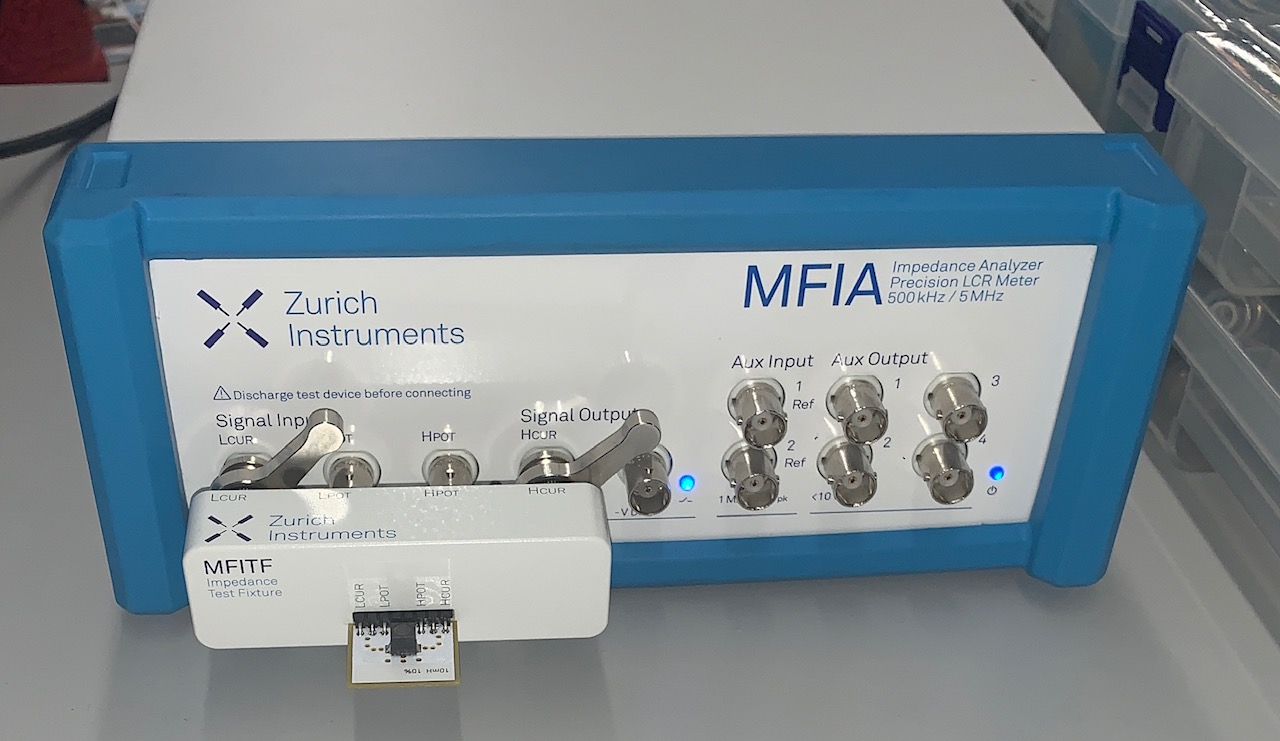
Computergesteuerter Impedanzanalysator auf der Basis des direkten I-V-Modus mit angeschlossener Haltevorrichtung.

Impedanzanalysatoren ermöglichen typischerweise hochgenaue Impedanzmessungen, z. B. mit einer Basisgenauigkeit von bis zu 0,05 %, und einem Frequenzmessbereich von Mikro- bis Gigahertz. Der Impedanzbereich erstreckt sich über viele Dekaden von Mikro- bis Teraohm, während die Phasenwinkelgenauigkeit im Bereich von 10 Milligrad liegt. Gemessene Impedanzwerte umfassen die absolute Impedanz, den Real- und Imaginärteil der gemessenen Impedanz und die Phase zwischen Spannung und Strom. Aus dem Modell abgeleitete Impedanzparameter, wie Leitwert, Induktivität und Kapazität, werden auf der Grundlage eines Ersatzschaltmodells berechnet und angezeigt.
Im Gegensatz zu Impedanzanalysatoren bieten LCR-Messgeräte Funktionen zur Impedanzmessung, typischerweise mit ähnlicher Genauigkeit, aber im niedrigeren Frequenzbereich, aber vor allem mit fester Messfrequenz. Entsprechend wird lediglich ein Datenpaar oder maximal wenige Stützstellen und kein gesamtes Impedanzspektrum gemessen.
| Verfahren                                    | Frequenzbereich   | Impedanzbereich   | Grundgenauigkeit |
| -------------------------------------------- | ----------------- | ----------------- | ---------------- |
| direct I-V (direkte Strom-Spannungs-Messung) | µHz bis 50 MHz    | 10 µΩ bis 100 TΩ  | 0,05 %.          |
| ABB (Auto-balanced Bridge)                   | 20 Hz bis 120 MHz | 10 mΩ bis 100 MΩ  | 0,05 %           |
| RF-IV (Radio Frequency Current-Voltage)      | 1 MHz bis 3 GHz   | 100 mΩ bis 100 kΩ | 1 %              |

Eine vierte Implementierung, der Netzwerkanalysator (VNA), kann als eigenständiges Instrument betrachtet werden. Im Gegensatz zu Impedanzanalysatoren messen VNAs auch die Impedanz, jedoch bei viel höheren Frequenzen und mit geringerer Genauigkeit als Impedanzanalysatoren.

## Anwendungen
Impedanzanalysatoren verfügen über ein breites Anwendungsspektrum, wie beispielsweise die Materialanalyse, Komponentencharakterisierung, Komponentenprüfung und Bioimpedanz.

## Reaktanztabelle
Die meisten Impedanzanalysatoren sind mit einer Reaktanztabelle ausgestattet, welche die Reaktanzwerte für die kapazitive Reaktanz XC und die induktive Reaktanz XL für eine bestimmte Frequenz anzeigt. Die Genauigkeit des Instruments wird auf dem Diagramm transponiert, auf diese Weise kann der Benutzer rasch erkennen, welche Genauigkeiten bei einer bestimmten Frequenz und Reaktanz erreicht werden können.